# 火地島南端鐵路
火地岛南端铁路（西班牙語：Ferrocarril Austral Fueguino），因路线所在地乌斯怀亚为地球最南端之城市，又名世界尽头的火车（西班牙語：El Tren del Fin del Mundo），是阿根廷火地省的一条观光铁路。铁路伴随火地岛于20世纪初期的开发而兴建，主要服务于乌斯怀亚监狱，後于20世纪50年代关闭，直到1994年才重新启用并改造成观光铁路，成为世界上正在运营的铁路中最南端者。

## 历史
相比起集中了阿根廷全國大部分人口的亞熱帶和溫帶地區，位于巴塔哥尼亚地区的大火地岛冬季严寒，不宜居住:5-8，因此在19世纪末20世纪初也是阿根廷政府放逐受刑人的流放地，阿政府还在乌斯怀亚建造了一座大型监狱，以收容管理受刑人，为了维持监狱正常运转，提供燃料，政府修筑了一条连接森林与监狱的木轨道，并以牛车运送木材，由于运输效率低，官方于1908年将木轨道改筑为铁路，并改由蒸汽火车运输木材，因为当时搭乘火车前往森林伐木的工人皆为受刑人，因此铁路上的列车也被称作“囚犯列车”。
1947年，时任阿根廷总统胡安·裴隆决定关闭乌斯怀亚监狱，监狱原址被改建成乌斯怀亚海军基地，军队随即接管了这条铁路，但在1949年，火地岛发生了大地震，铁道几乎被摧毁:164，1952年，阿根廷政府关闭了这条铁路。
基于发展旅游产业的需要，1994年，阿根廷一家旅行社成立了“世界尽头火车公司”，为了修筑铁路，该公司还购买了产自阿根廷北部大查科的白坚木充当枕木，又从圣克鲁斯的旧矿山购买了铁轨，还从布宜诺斯艾利斯购买了修筑桥梁的材料，修复了铁路部分路线，火地岛南端铁路从此开始重新运营:164-165。

## 现况
1994年重新运营的火地岛南端铁路运行里程约8公里，轨距500公釐，始于乌斯怀亚市郊的世界尽头站，并向西北方向行走，跨过托罗峡谷（Cañadón del Toro）与皮波河，随即到达中途站马卡雷娜站，游客可以在当地欣赏马卡雷娜瀑布（Cascada de la Macarena）的风景，然后路线再度跨越皮波河，转为西南走向，最终到达位于火地岛国家公园入口的国家公园站，目前有5台列車於該鐵路線服役，分別是一台新型2-6-2蒸汽機車（1955年自英國引進）、一台阿根廷制蒸汽機車及三台柴油機車。